# Tribunal de París
El Tribunal de París (en francés: Tribunal de Paris) es un palacio de justicia situado en la Porte de Clichy (barrio de Batignolles), en el distrito XVII de París (Francia). Es la sede del Tribunal Judicial de París (antiguo Tribunal de Grande Instance) desde 2018; previamente esta jurisdicción estaba instalada en el Palacio de Justicia de la isla de la Cité y en varios edificios anexos. Junto con el 36, Rue du Bastion y la Maison de l'Ordre des Avocats, constituye la Ciudad de la Justicia de París (en francés: Cité judiciaire de Paris).
El rascacielos tiene un total de 120 000 m² de superficie útil, incluidos 20 000 m² de espacios públicos con las noventa salas de audiencia (dos de las cuales están reservadas para procesos fuera de norma), 30 000 m² de espacios terciarios (oficinas y otros) y 3000 m² de espacios seguros. El edificio tiene treinta y ocho plantas.

## Historia
En 1997 se elaboró un primer plan director. En 2004 se creó el Établissement public du palais de justice de Paris (EPPJP). Esta entidad era la organización encargada de la realización del proyecto. En concreto, el decreto de creación señalaba:

Esta entidad pública tiene como misión elaborar y realizar el proyecto de construcción del nuevo Tribunal de Grande Instance de París. Esta tarea comporta también, en su caso, previa autorización del Ministro de Justicia, la realización de instalaciones para satisfacer las necesidades de las demás jurisdicciones parisinas o de las instituciones que trabajen en relación directa con ellas.
Decreto n.° 2004-161 del 18 de febrero de 2004

Esta entidad pública también era la encargada de llevar a cabo una reflexión sobre tres aspectos decisivos:
- La determinación de las necesidades de superficie del proyecto y eventualmente su actualización.
- La elaboración, junto con las jurisdicciones implicadas, de un modelo de funcionamiento óptimo para los edificios a construir.
- La consulta con el Ayuntamiento de París y Assistance publique-Hôpitaux de Paris (APHP) para la elección de un lugar de construcción.

### Elección del lugar

#### Fracaso del proyecto «Tolbiac» (2005-2008)

El Tribunal de París en marzo de 2017.

El 27 de enero de 2005 el gobierno expresó su preferencia por la realización del proyecto en el sitio de «Tolbiac», situado dentro del proyecto urbanístico Paris Rive Gauche, en el distrito XIII y frente a la Biblioteca Nacional de Francia. El tribunal habría reutilizado el Halle Freyssinet. Sin embargo, el Ayuntamiento de París se opuso a este proyecto y planteó varias alternativas al sitio de Tolbiac, manifestando su preferencia por el barrio Masséna-Rives de Seine, también situado en el distrito XIII.
El 29 de noviembre de 2005, el consejo de administración del EPPJP mantuvo su postura inicial, prefiriendo el sitio de Tolbiac. El Ayuntamiento de París reafirmó su preferencia por el sitio de Masséna, pero el prefecto de la región respondió el 11 de mayo de 2006 al alcalde de París enumerando las razones técnicas que aconsejaban la realización del proyecto en Tolbiac en lugar de en Masséna. El 4 de julio de 2006 el EPPJP convocó un concurso internacional de ideas para su construcción en el sitio de Tolbiac, que registró un gran éxito, recibiendo 275 propuestas procedentes de treinta y cuatro países. Por petición del primer ministro Dominique de Villepin, el EPPJP lanzó el concurso de constructores el 28 de marzo de 2007, pero el procedimiento se suspendió debido a la ausencia de una solución concertada entre el Estado y el Ayuntamiento de París y de una decisión definitiva sobre los terrenos necesarios para esta operación inmobiliaria.

#### Segunda hipótesis: construcción en el barrio de Batignolles

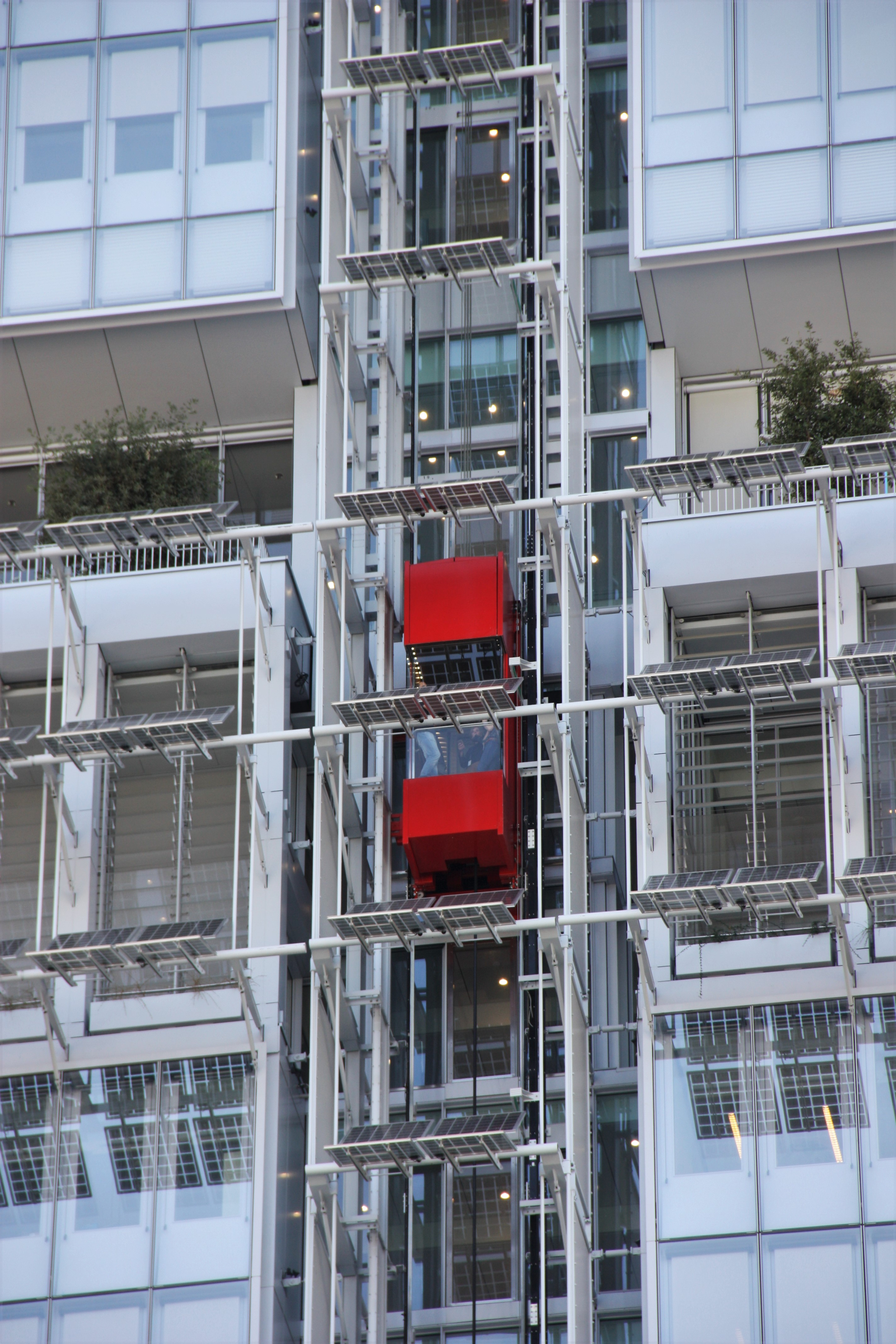
Detalle de uno de los ascensores del edificio.

El 29 de abril de 2009, el entonces presidente de la República Francesa Nicolas Sarkozy se pronunció a favor del sitio de Batignolles. Antiguo sector dedicado a las infraestructuras ferroviarias, la zona fue considerada como villa olímpica para los Juegos Olímpicos de 2012, antes de formar parte del proyecto urbano Clichy-Batignolles.
El 15 de febrero de 2012 se firmó el contrato de colaboración público-privada entre el EPPJP y la sociedad Arélia, controlada por Bouygues Bâtiment Île-de-France. El diseño del edificio fue confiado al arquitecto italiano Renzo Piano. El edificio, que inicialmente no debía superar los 130 m de altura (para evitar cortar un canal de radiocomunicación por microondas utilizado por las Fuerzas Armadas), finalmente podría alcanzar los 160 m.

### Vicisitudes políticas y judiciales
Tras las elecciones presidenciales de 2012, el proyecto fue cuestionado por Christiane Taubira, ministra de justicia del nuevo gobierno de Jean-Marc Ayrault. El Ministerio de Justicia y el Ministerio de Finanzas lanzaron simultáneamente dos inspecciones para reconsiderar el proyecto.
En noviembre de 2012, en un debate presupuestario en la Asamblea Nacional, Christiane Taubira dio a entender el abandono del proyecto actual y su sustitución por otro: «Sería fácil para mí dejar las cosas como están. Tendría el placer de inaugurar [el nuevo Tribunal de París] en 2017 y dejaría a mis sucesores la patata caliente. Sería fácil… pero irresponsable.» El informe solicitado en julio indicó que la obra costaría en total 2700 millones de euros (un alquiler de unos 90 millones de euros al año durante veintisiete años que cubre la prefinanciación privada de la construcción así como la explotación y el mantenimiento del edificio). No obstante, finalmente el primer ministro Jean-Marc Ayrault confirmó el proyecto en enero de 2013, aunque con una renegociación del contrato.
Además, el 13 de abril de 2012 la asociación Justice dans la Cité (que representaba a abogados, magistrados y profesionales de la justicia que solicitaban que el Palacio de Justicia se mantuviera en la isla de la Cité) interpuso un recurso de anulación contra diferentes contratos firmados en 2012. El procedimiento finalizó mediante una decisión de 2014 del Consejo de Estado. Las obras habían sido suspendidas en julio de 2013. El Estado aceptó dispensar a la sociedad Arélia de las penalizaciones contractuales debidas en concepto de interrupción de la obra (23.5 millones de euros) y aplazar la fecha de toma de posesión de la obra al mes de junio de 2017, prevista contractualmente para noviembre de 2016. Por su parte, Arélia aceptó una reducción de la tasa interna de retorno del 11.25 % al 9.36 %.

### Construcción y traslados

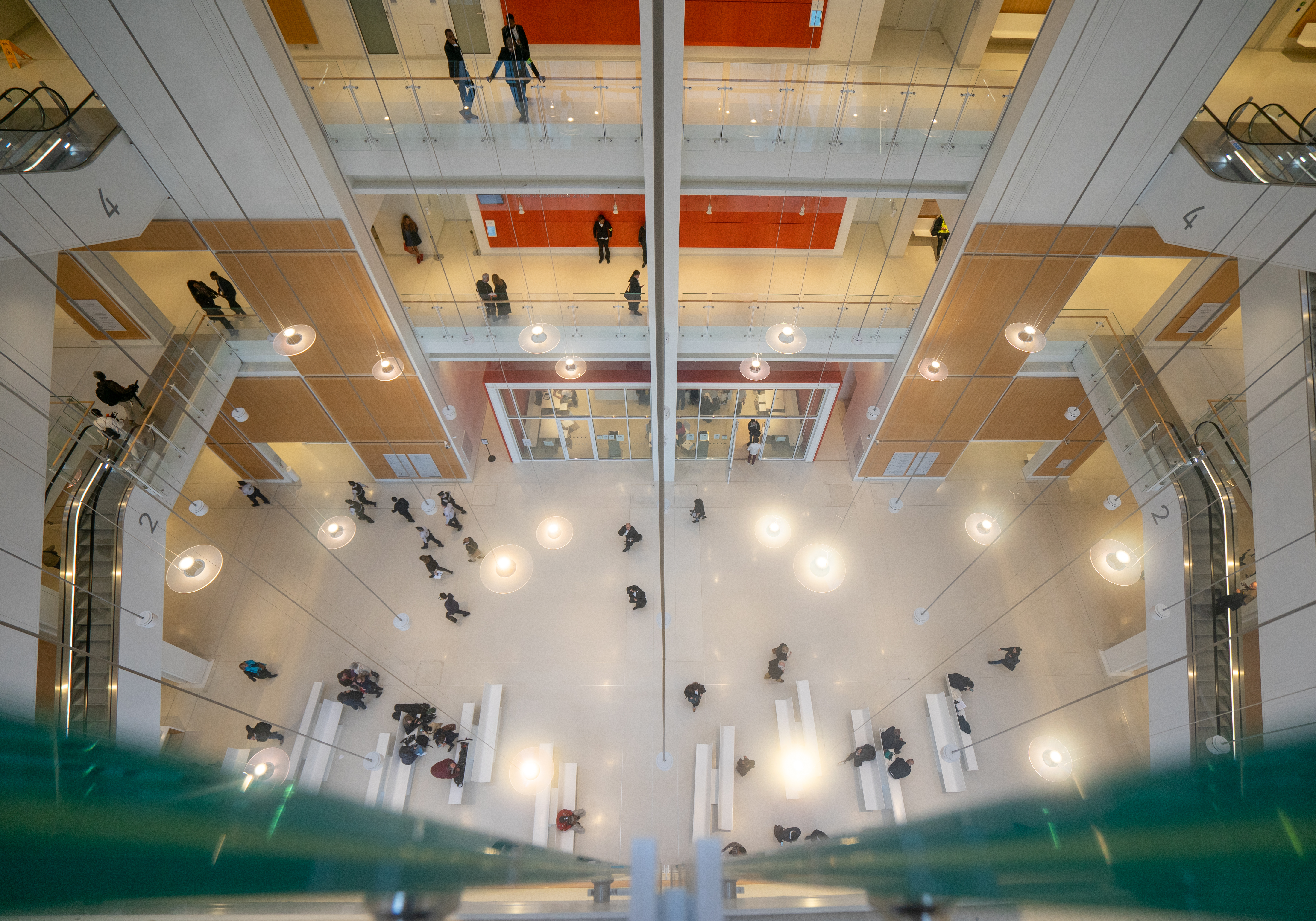
Interior del edificio.

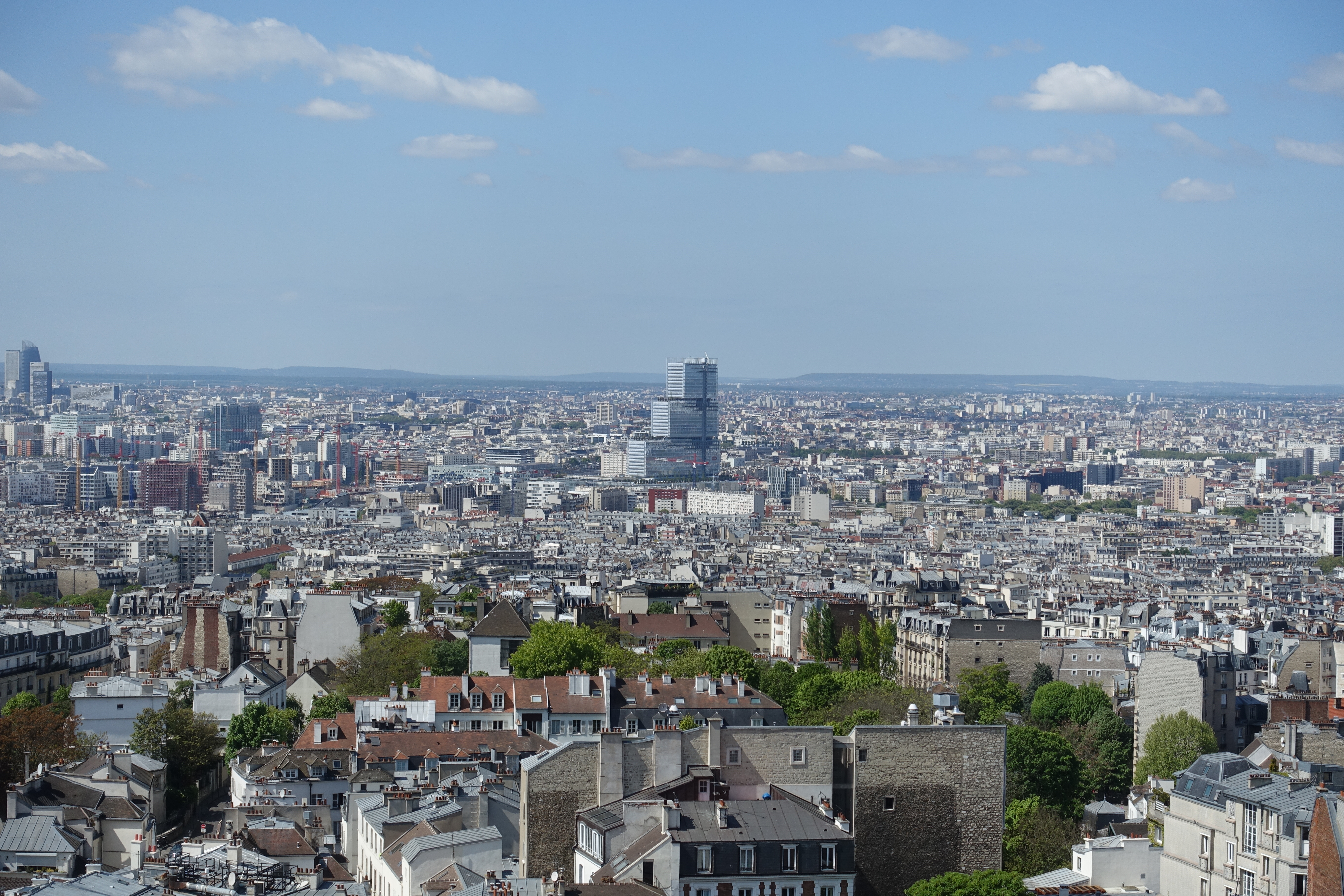
El Tribunal de París visto desde la basílica del Sagrado Corazón de Montmartre.

En julio de 2016 se decidió, a propuesta del magistrado Antoine Garapon, secretario general del Institut des hautes études sur la Justice, llamar al nuevo palacio de justicia «Tribunal de París». En mayo de 2017, la plaza situada delante del edificio recibió el nombre de Parvis du Tribunal-de-Paris. El estudio Renzo Piano Building Workshop ganó el Premio de la Escuadra de Plata por su diseño del Tribunal de París. El Estado tomó posesión del nuevo palacio de justicia el 11 de agosto de 2017; después de esta fecha, tuvieron lugar obras complementarias a causa de la decisión tardía de que la seguridad del edificio corriera a cargo de la Policía Nacional en lugar de la Gendarmería y de las nuevas exigencias en materia de seguridad.
El tribunal supondrá, entre 2017 y 2044, periodo contractual de la colaboración público-privada, unos gastos de inversión de 725.5 millones de euros, unos gastos financieros de 642.8 millones de euros y unos gastos operativos estimados en unos 960 millones de euros. Por tanto, el coste total de esta operación en euros corrientes excederá de los 2300 millones. Según el Tribunal de Cuentas, «la operación ha podido ser llevada a cabo pese a las importantes vicisitudes […]. Sin embargo, el recurso al contrato de colaboración público-privada, consecuencia de una elección dirigida principalmente por consideraciones presupuestarias del corto plazo, ha provocado sobrecostes de financiación probados, mientras que el conjunto de alquileres (86 millones de euros al año) pesará fuertemente sobre el presupuesto del Ministerio de Justicia hasta el término del contrato».
Desde marzo hasta el 27 de junio de 2018, las diferentes jurisdicciones, junto con más de 42 km de documentos situados principalmente en la isla de la Cité, se trasladaron progresivamente al nuevo edificio. Las primeras audiencias se celebraron el 16 de abril de 2018. El Établissement public du palais de justice de Paris se disolvió a finales de 2018.
El jueves 28 de junio de 2018, el día después de que el último servicio (el Tribunal de la Seguridad Social) se trasladara al nuevo palacio de justicia, se declaró un incendio hacia las 14:20 en la planta 29, que no causó víctimas. Las seiscientas personas presentes en el interior del tribunal fueron evacuadas. Los magistrados reprocharon a este lugar su aspecto «inhumano», en particular debido a que las medidas de seguridad provocaban dificultades para desplazarse de un edificio a otro o de la sala de audiencia a la sala de deliberaciones.

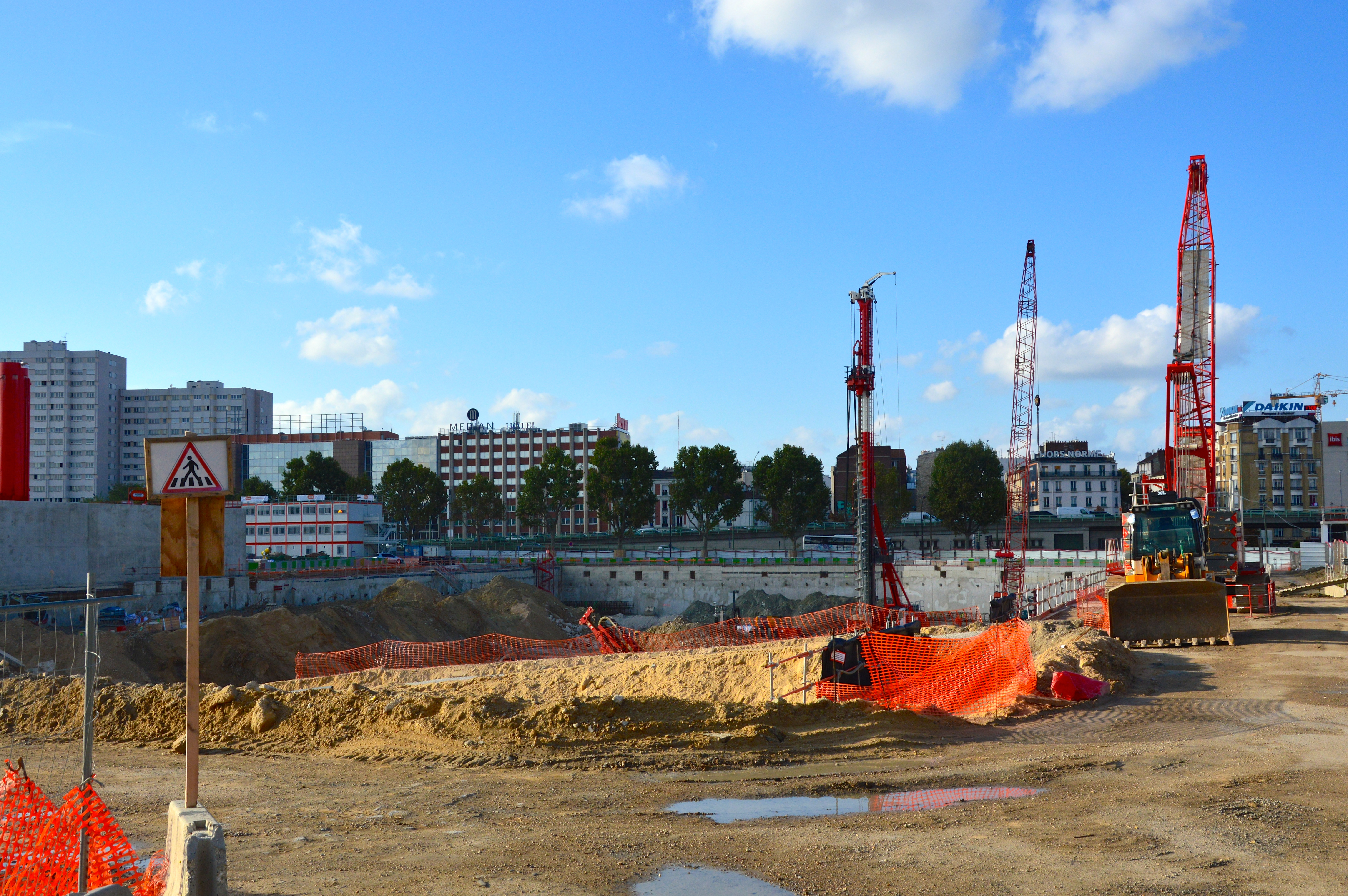
Les obras del nuevo palacio de justicia el 11 de octubre de 2014.
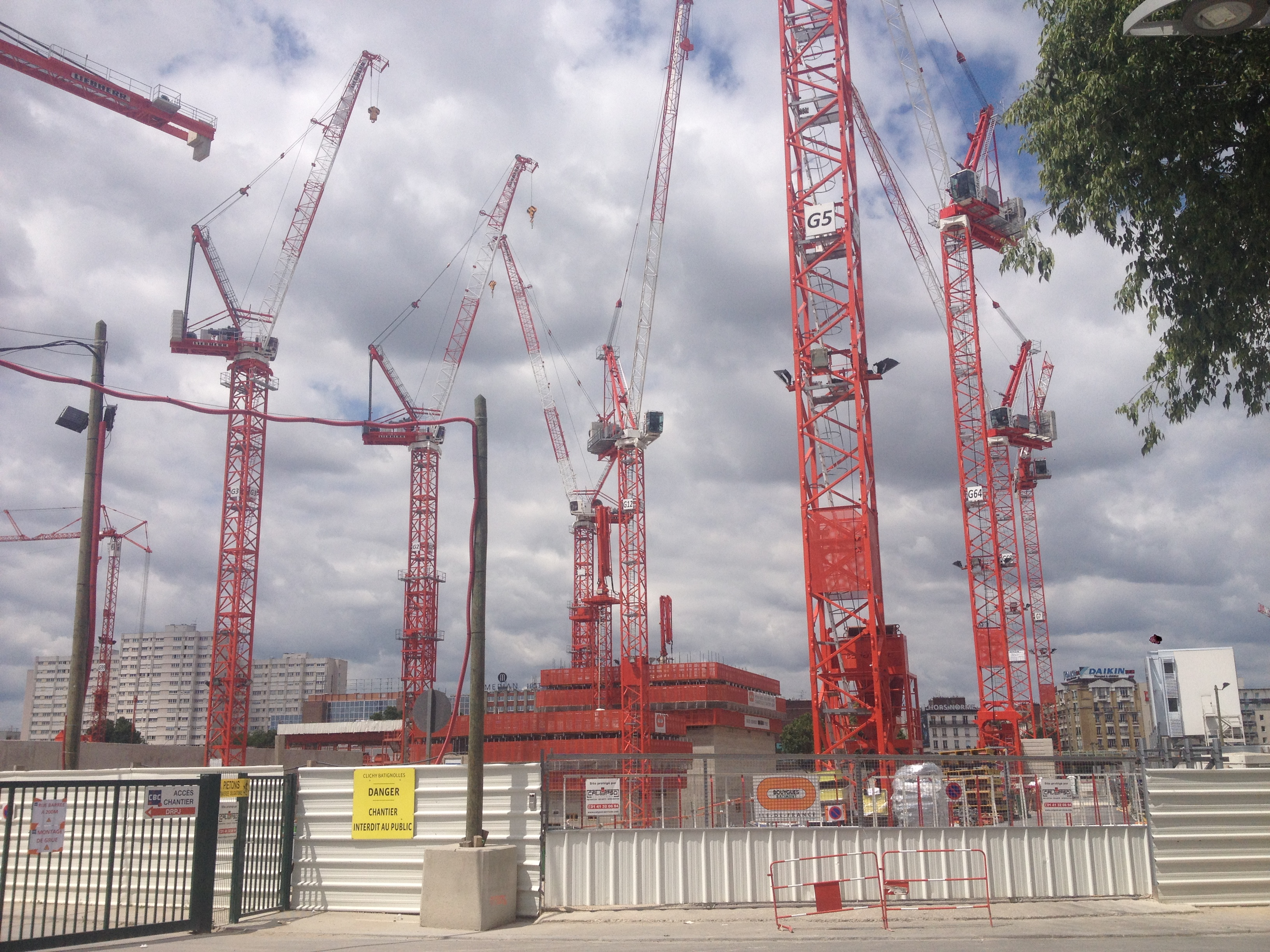
Grúas en las obras del tribunal, el 24 de mayo de 2015.
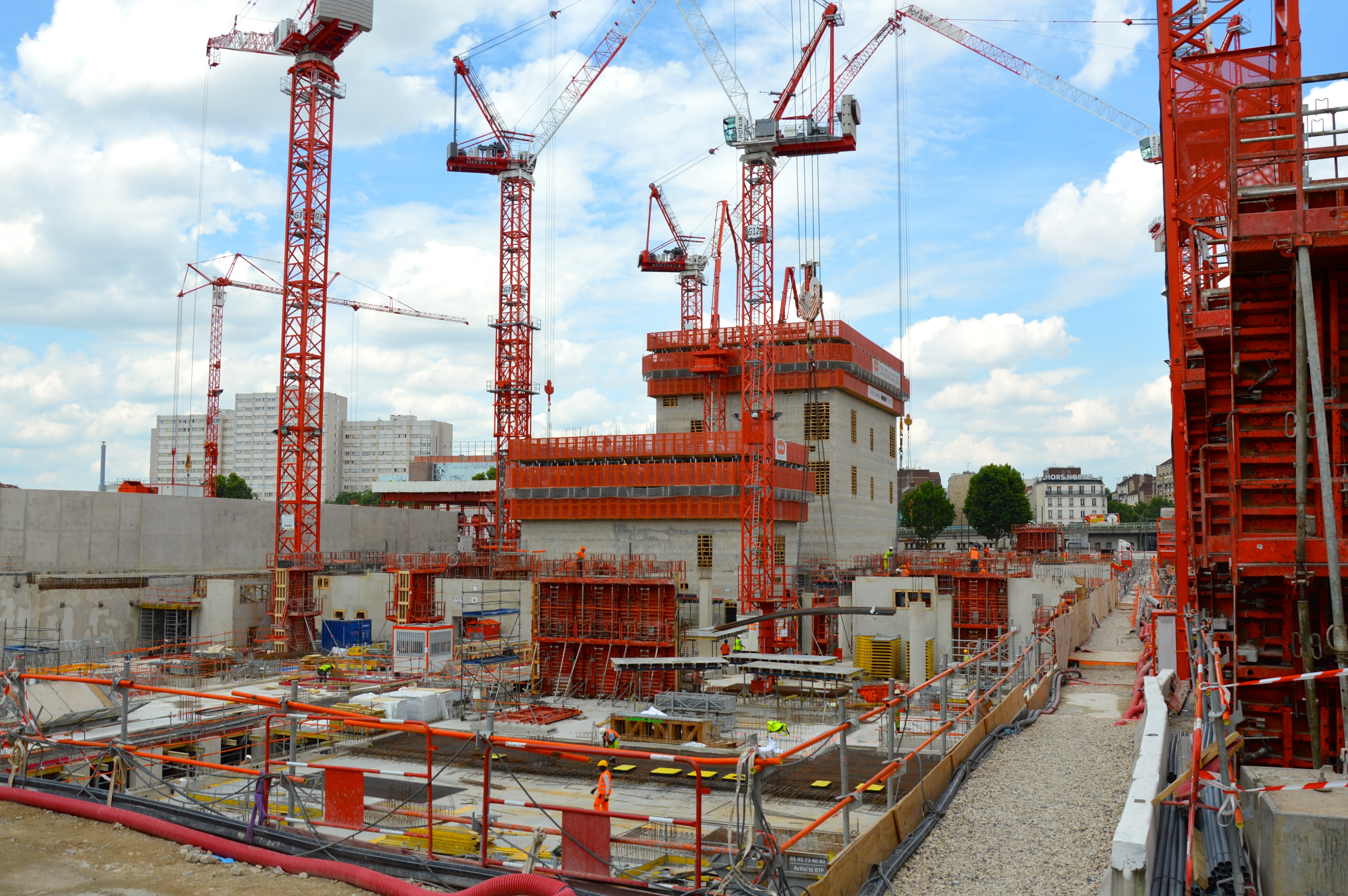
Las obras el 12 de junio de 2015.
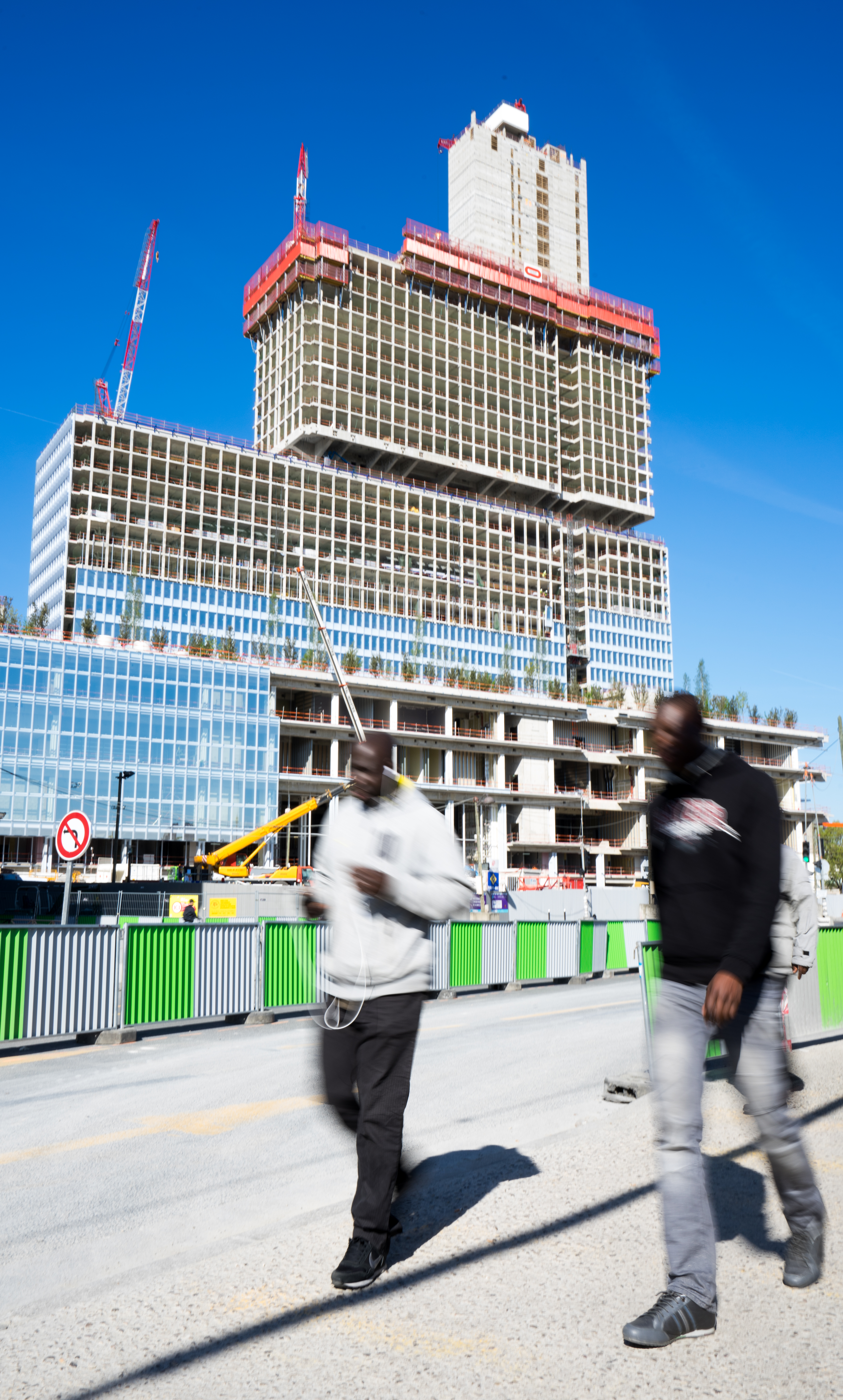
Las obras en mayo de 2016.

## Jurisdicciones
El edificio alberga:
- El Tribunal Judicial de Paris (incluido el Tribunal de Policía de Paris), cuyo traslado se produjo al mismo tiempo que su nueva organización «en centros especializados» (urgencia civil, urgencia criminal, económico y comercial, y social).[25]
- El Tribunal de Distrito de París, creado el 14 de mayo de 2018 mediante la fusión de los veinte tribunales de distrito,[26] antes de su integración en el Tribunal Judicial.
- El Tribunal de la Seguridad Social de París antes de su integración en el Tribunal Judicial.